# Крысин, Алексей Сергеевич
Алексе́й Серге́евич Кры́син (род. 25 ноября 1976) — российский легкоатлет, специалист по прыжкам в высоту. Выступал на профессиональном уровне в 1998—2005 годах, чемпион России, победитель и призёр первенств всероссийского значения, участник ряда крупных международных стартов, в том числе чемпионата Европы в Будапеште и Всемирной Универсиады в Пекине. Представлял Челябинскую область.

## Биография
Алексей Крысин родился 25 ноября 1976 года. Занимался лёгкой атлетикой в Челябинске, проходил подготовку под руководством заслуженного тренера РСФСР Виктора Владимировича Гудзика.
Первого серьёзного успеха на взрослом всероссийском уровне добился в сезоне 1998 года, когда на чемпионате России в Москве с личным рекордом 2,30 превзошёл всех соперников в прыжках в высоту и завоевал золотую медаль. Благодаря этой победе вошёл в основной состав российской сборной и удостоился права защищать честь страны на чемпионате Европы в Будапеште — на предварительном квалификационном этапе прыгнул на 2,20 метра, чего оказалось недостаточно для выхода в финал.
В 1999 году с личным рекордом 2,25 выиграл серебряную медаль на международных соревнованиях в помещении в Брно, победил на студенческом всероссийском первенстве в Туле, получил серебро на чемпионате России в Туле, занял шестое место на Всемирных военных играх в Загребе.
В 2000 году был лучшим на чемпионате Москвы среди военнослужащих, вторым на международном турнире «Русская зима» в Москве, третьим на Кубке губернатора в Самаре, вторым на зимнем чемпионате России в Волгограде и на турнире в Брно. Принимал участие в чемпионате Европы в помещении в Генте — здесь на предварительном квалификационном этапе взял высоту в 2,16 метра и в финал не вышел. Летом занял шестое место на Мемориале братьев Знаменских в Санкт-Петербурге, выступил на чемпионате России в Туле.
В 2001 году стал пятым на чемпионате России в Туле и на Мемориале Куца в Москве. Будучи студентом, представлял страну на Всемирной Универсиаде в Пекине — благополучно преодолел предварительный этап, но в финале провалил все свои попытки, не показав никакого результата.
В 2002 году выиграл бронзовую медаль на чемпионате России в Чебоксарах.
В 2003 году был седьмым на зимнем чемпионате России в Москве и шестым на летнем чемпионате России в Туле.
В 2004 году стал пятым на «Русской зиме», на зимнем чемпионате России в Москве и на Мемориале братьев Знаменских в Казани, занял девятое место на летнем чемпионате России в Туле.
В 2005 году показал пятый результат на «Русской зиме», 11-й результат на зимнем чемпионате России в Волгограде и на этом завершил спортивную карьеру.